# Saint-Ciers-d’Abzac
Saint-Ciers d’Abzac egy francia település Gironde megyében az Aquitania régióban. Lakosainak száma 1528 fő (2022. január 1.).

## Adminisztráció
Polgármesterek:
- 2001–2020 Kleber Audinet

## Demográfia
| Lakosok száma | 423  | 603  | 946  | 1205 | 1372 | 1394 | 1446 | 1481 | 1502 | 1528 |
|               | 1968 | 1982 | 1990 | 2006 | 2013 | 2015 | 2017 | 2019 | 2020 | 2022 |

## Testvérvárosok
- Spanyolország Seròs 1993-óta